# Ото I (Бентхайм)
Вижте пояснителната страница за други личности с името Ото I.
Ото I (на немски: Otto I; Otto III; Otto IV; Otto I von Bentheim-Holland, * ок. 1145, † ок. 1208) от род Герулфинги (Дом Холандия) е от 1166 до 1208 г. граф на Бентхайм в Долна Саксония.

## Биография
Той е син на Дитрих VI, граф на Холандия († 6 август 1157) и Софи фон Салм-Рейнек († 26 септември 1176, Йерусалим), наследничка на Графство Бентхайм и Рейнек, дъщеря на пфалцграф Ото I фон Салм († 1150) и Гертруда фон Нортхайм (1090–пр. 1165), наследничката на Графство Бентхайм и Рейнек, дъщеря на Хайнрих Дебели от Нортхайм († 1101), маркграф на Фризия.
След смъртта на граф Ото II фон Салм (наричан и Ото III фон Бентхайм) в конфликт с Херман фон Щалек (през 1149 г.) той е предвиден от дядо му Ото I фон Салм за граф на Бентхайм. Ото I управлява от 1166 г. също и други територии и има графски права във Фризия. Той е също бургграф на Утрехт и до продажбата господар на Горкум.
Неговият брат граф Флоренц от Холандия († 1 август 1190) през 1165 г., заедно с епископа на Утрехт, има претенции за неговото наследство. Император Фридрих I Барбароса прави през 1166 г. опит за преговори между тях. След смъртта на епископ Готфрид от Утрехт другият му брат Балдуин II от Холандия († 28 април 1196) го наследява през 1178 г. и братята живеят в мир.
Ото е затворен през 1172 г. от неговия тъст Хайнрих I фон Арнсберг, за да го накара да се откаже от претенции за наследството. След това той заедно с майка си Софи отива на поклонение до Палестина.
Ото е тясно свързан с Хайнрих Лъв и не се меси в боевете на Фридрих I против него. Той тръгва заедно с брат си Флоренц и други за кръстоносния поход (1187) на Фридрих I в Светите земи, обаче се връща обратно в родината си след смъртта на императора († 10 юни 1190).

## Фамилия
Първи брак: с Алверада фон Куик-Арнсберг (ок. 1160 – 1230), дъщеря на граф Хайнрих I фон Арнсберг († 1200). Тя е наследничка на холандския Малсен. С нея той има има няколко деца. Синът му Балдуин Смелия (* пр. 1190, † между 23 април 1246 и 9 май 1248), който го наследява като граф.
Втори брак: с Алверадис фон Капенберг.